# Атомно-слоевое осаждение

Последовательное осаждение реагентов в цикле реакции

Атомно-слоевое осаждение (АСО) (англ. Atomic Layer Deposition (ALD)) — это технология осаждения тонких плёнок, которая базируется на последовательных химических реакциях между паром и твёрдым телом и имеет свойство самоограничения. Большинство АСО-реакций используют два химических соединения, которые обычно называют прекурсорами. Такие прекурсоры поочередно вступают в реакцию с поверхностью. В результате многократного влияния прекурсоров происходит рост тонкой плёнки.

## Вступление
Процесс АСО является таким саморегулирующимся процессом (количество осаждённого материала в каждом цикле реакции является постоянным), в котором происходят последовательные химические реакции, в результате которых осаждается равномерная тонкая плёнка материала на подложке из разных материалов. Процесс АСО похож на процесс химического осаждения из паровой фазы, кроме того, в процессе АСО химические реакции разделены на несколько отдельных реакций, в которых материалы прекурсоров реагируют с поверхностью подложки последовательно. В результате свойства к самоограничению поверхностных реакций АСО-процесс выращивания тонких плёнок делает возможным управление осаждением на атомарном уровне. Удерживая в процессе осаждения прекурсоры отдельно, можно достичь контроля процесса на уровне ~0.1 Å (10 пикометров) за цикл. Разделение прекурсоров осуществляется импульсами очистительного газа (как правило, азота или аргона) после каждого импульса прекурсора для удаления остатков прекурсора из реактора и предотвращения «паразитных» химических реакций на подложке.
Процесс АСО впервые был описан под названием «Молекулярное наслаивание» в начале 1960 годов профессором С. И. Кольцовым из Ленинградского технологического института им. Ленсовета. Эти эксперименты из АСО проводились под научным руководством В. Б. Алесковского. Концепция процесса АСО была впервые предложена В. Б. Алесковским в его кандидатской диссертации, опубликованной в 1952 году. Процесс АСО разрабатывался и внедрялся во всем мире под именем атомно-слоевая эпитаксия (англ. Atomic layer epitaxy, ALE) в конце 1970-х годов.
Процесс АСО развивался через потребность в качественных диэлектрических и люминесцентных плёнках, которые должны быть нанесены на подложки с большой площадью для использования в тонкоплёночных электролюминесцентных плоскопанельных дисплеях. Интерес к АСО постепенно увеличивался с середины 1990-х годов, с сосредоточением на микроэлектронике на основе кремния. АСО считается методом осаждения, который имеет наибольший потенциал для получения сверхтонких равномерных плёнок с возможностью управления их толщиной и составом на атомарном уровне. Главной движущей силой в последнее время является перспектива использования АСО при дальнейшей миниатюризации микроэлектронных устройств. АСО может быть использовано для нанесения нескольких типов тонких плёнок, в том числе разных оксидов (например, Al2O3, TiO2, SnO2, ZnO, HfO2), нитридов металлов (например, TiN, TaN, WN, NbN), металлов (например, Ru, Ir, Pt) и сульфидов металлов (например, ZnS).

## Процесс АСО
АСО — это технология, которая использует принцип молекулярного сбора материалов из газовой фазы. Рост слоёв материала в АСО состоит из таких характерных четырех этапов, которые циклически повторяются:
1. Действие первого прекурсора.
2. Удаление из реактора непрореагировавших прекурсоров и газообразных продуктов реакции.
3. Действие второго прекурсора или другая обработка для активирования поверхности перед применением первого прекурсора.
4. Удаление из реактора остатков реагентов.

Именно такая последовательность импульсного напуска и удаления рабочих газов является главным отличием технологии АСО от ХОПФ. В технологии ХОПФ реакционные газы находятся в рабочей камере одновременно в течение значительного времени (десятки минут).
Химические реакции при АСО происходят в диапазоне определенных температур, который называется окном рабочих температур, и обычно составляет 200÷400 °C. Рабочее давление, используемое при АСО, составляет 0,1÷10 КПа.
Определённое количество материала, добавляемое за каждый цикл реакции на поверхность, называют ростом за цикл. Чтобы вырастить слой материала, циклы реакций повторяются столько раз, сколько необходимо для того, чтобы получить желательную толщину плёнки. За один цикл, который может длиться от 0,5 с до нескольких секунд, осаждается плёнка толщиной от 0,1 до 3 Å. Перед началом процесса АСО поверхность подложки стабилизируется к начальному, известному состоянию, путём, как правило, термической обработки. В результате самоограничения реакций АСО является поверхностно-управляемым процессом, на который параметры процесса, кроме состава прекурсоров, материала и морфологии подложки и температуры, практически не имеют влияния. Также, в результате поверхностного самоограничения, плёнки, выращенные в процессе АСО, имеют чрезвычайно равномерный состав и толщину. Эти тонкие плёнки могут быть использованы в сочетании с плёнками, полученными другими распространёнными методами.